# Desert Hot Springs
Desert Hot Springs város az USA Kalifornia államában, Riverside megyében. Lakosainak száma 32 512 fő (2020. április 1.).

## Népesség
A település népességének változása:

| 2010 | 25 938 |
| 2020 | 32 512 |